# Jazz Fest Wien

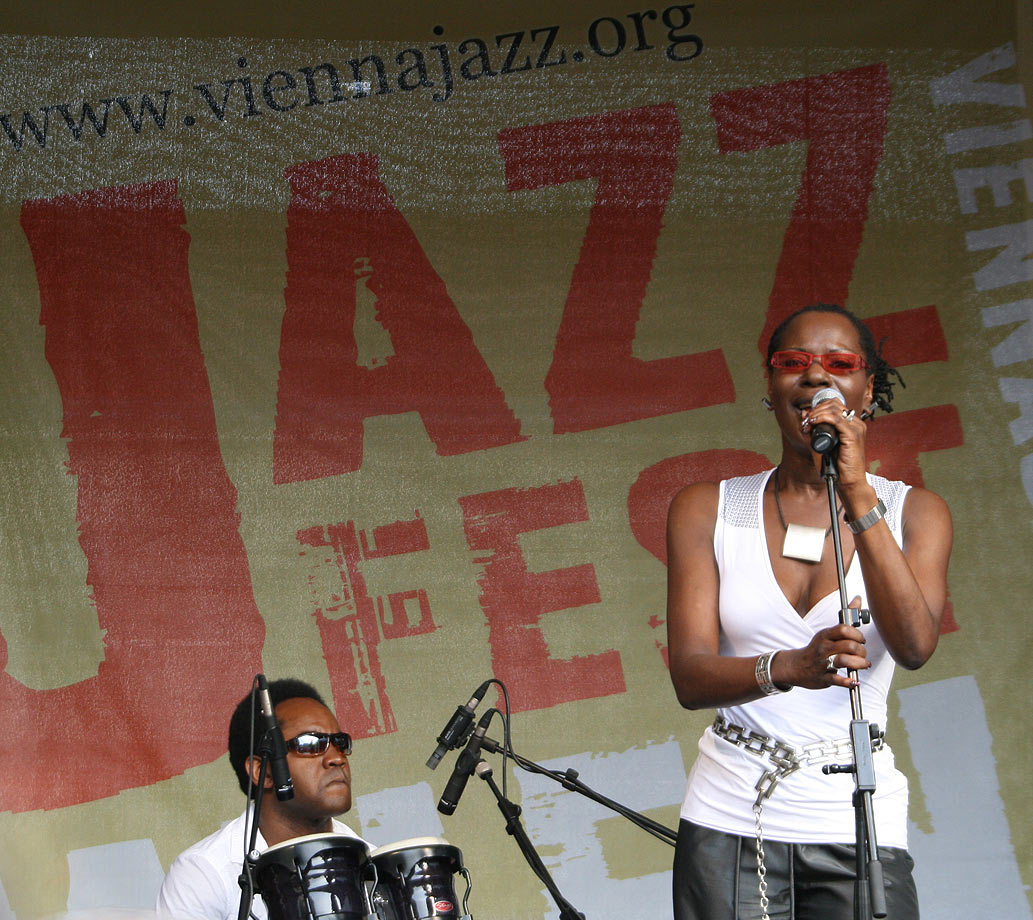
Dorretta Carter (2007)

Das Jazz Fest Wien ist ein seit 1991 jährlich im Sommer in Wien stattfindendes Jazz-Festival.

## Musikalische Ausrichtung und Spielorte
Der Schwerpunkt im Programm des Festivals liegt bei großteils internationalen Stars des Jazz, aber auch aus Soul, Blues, Pop und Rock. Daneben sind auch Newcomer des Genres und heimischen Nachwuchskünstler zu sehen.
Zentrale Spielorte sind die Wiener Staatsoper und die Wiener Stadthalle für Konzerte im großen Rahmen. Weitere Auftritte finden in den Jazzclubs Porgy & Bess und Jazzland, auf den Bühnen von WUK, Reigen und Summerstage sowie im Arkadenhof des Wiener Rathauses und auf dem Rathausplatz davor statt. Bespielt wurden unter anderem auch bereits das MuseumsQuartier, das Wiener Konzerthaus und das Austria Center Vienna. Das alljährliche Fernwärme Open Air auf dem Gelände der Müllverbrennungsanlage Spittelau ist ebenfalls Teil des Festivals. Die Konzerte auf dem Summerstage und dem Rathausplatz können bei freiem Eintritt besucht werden. Das Festival wird von der Stadt Wien unterstützt.
2020, 2021 und 2022 wurde die Veranstaltung aufgrund der COVID-19-Pandemie abgesagt.
Gründer und Organisator ist Fritz Thom, der auch der International Jazz Festivals Organization vorsteht, in enger Zusammenarbeit mit Heinz Krassnitzer (1953–2013).

## Geschichte

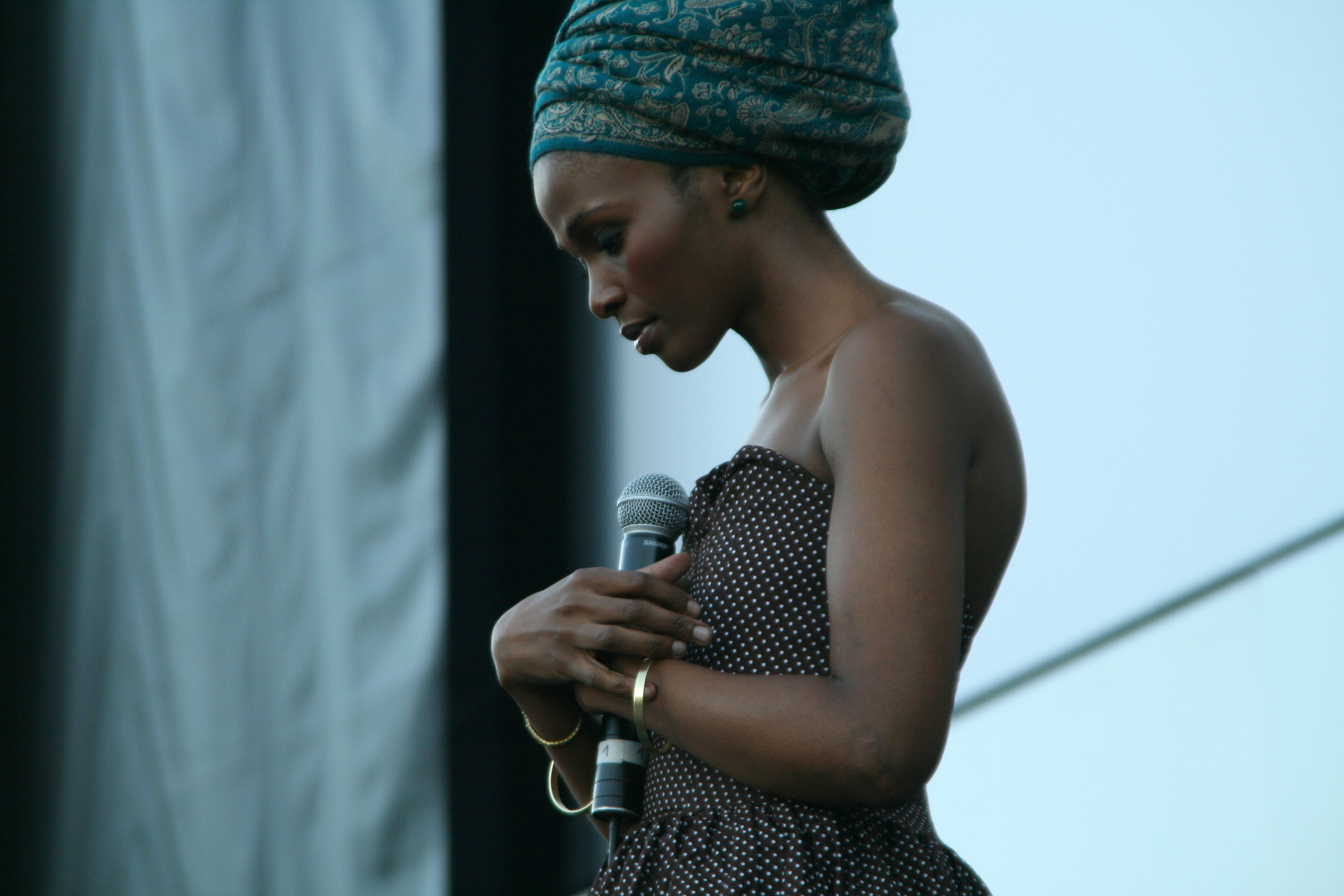
Simphiwe Dana (2007)

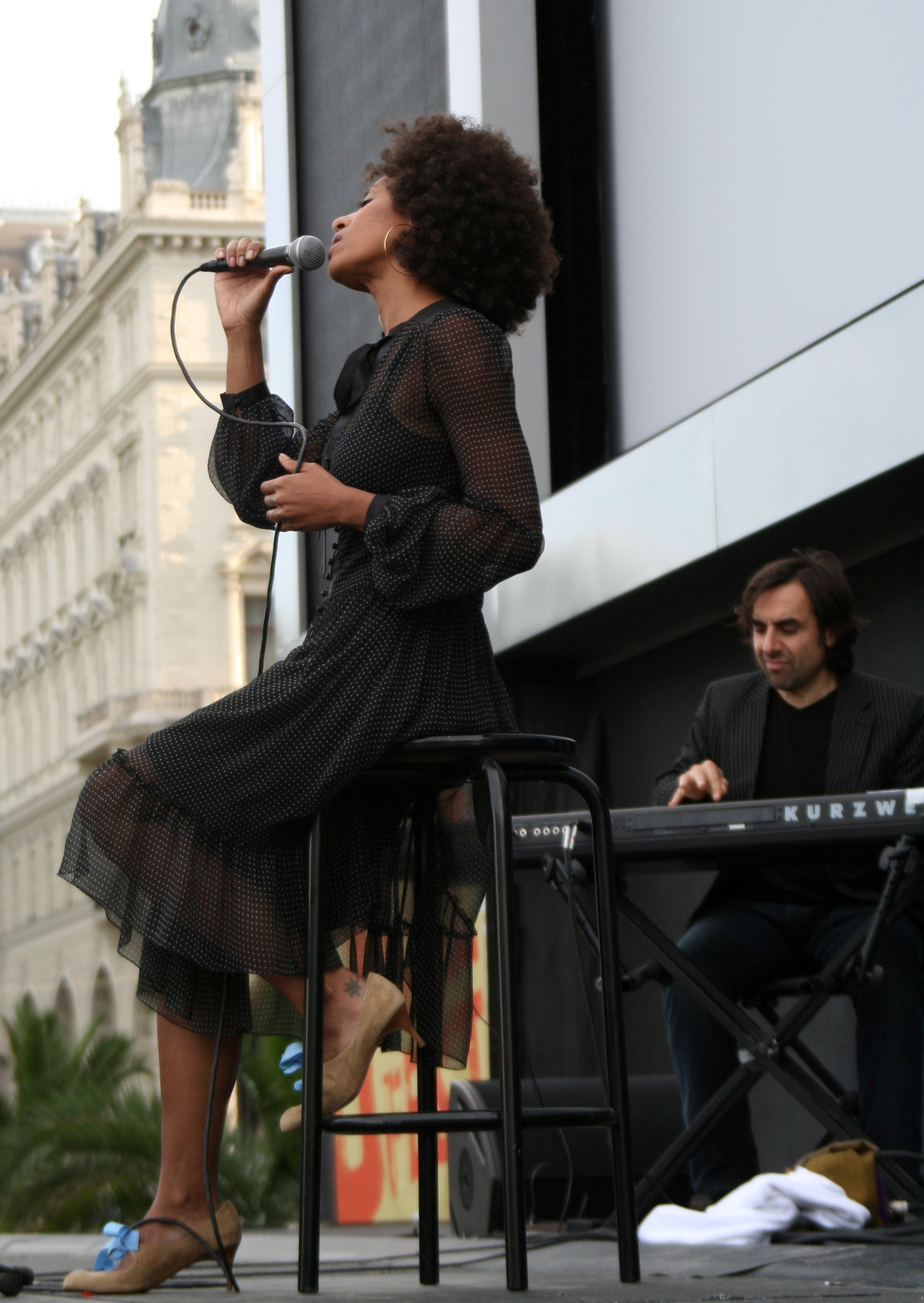
Malia (2007)

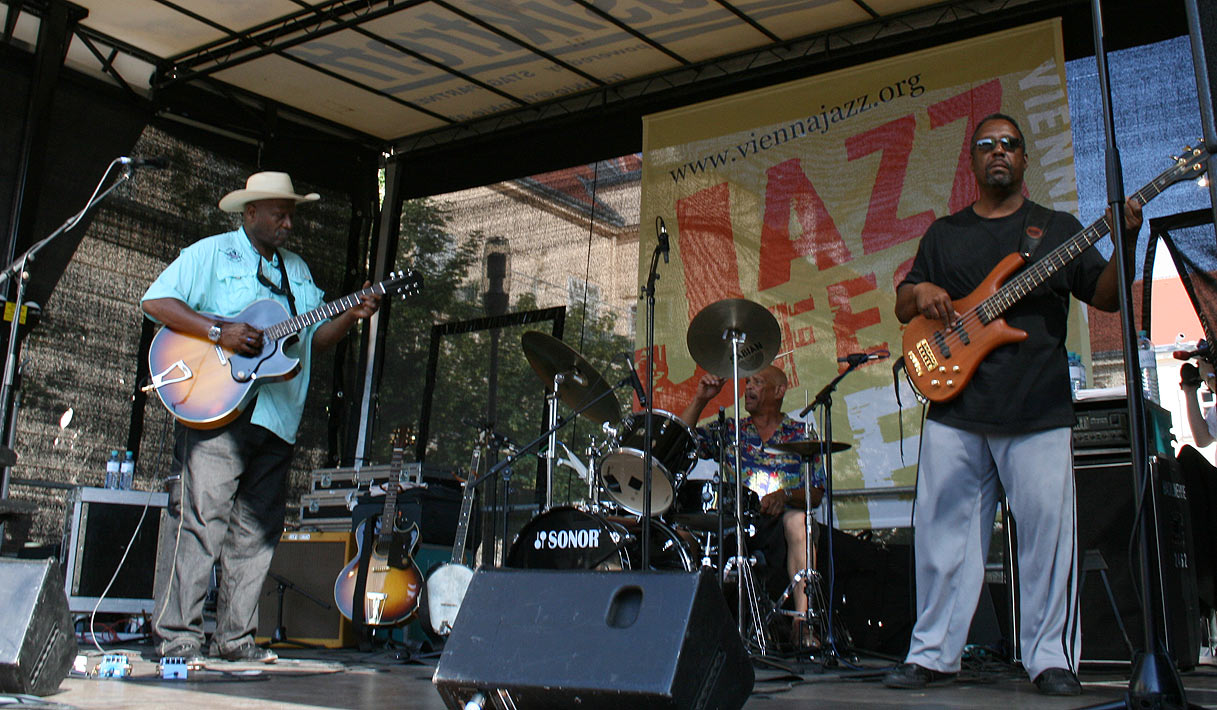
Taj Mahal Trio (2007)

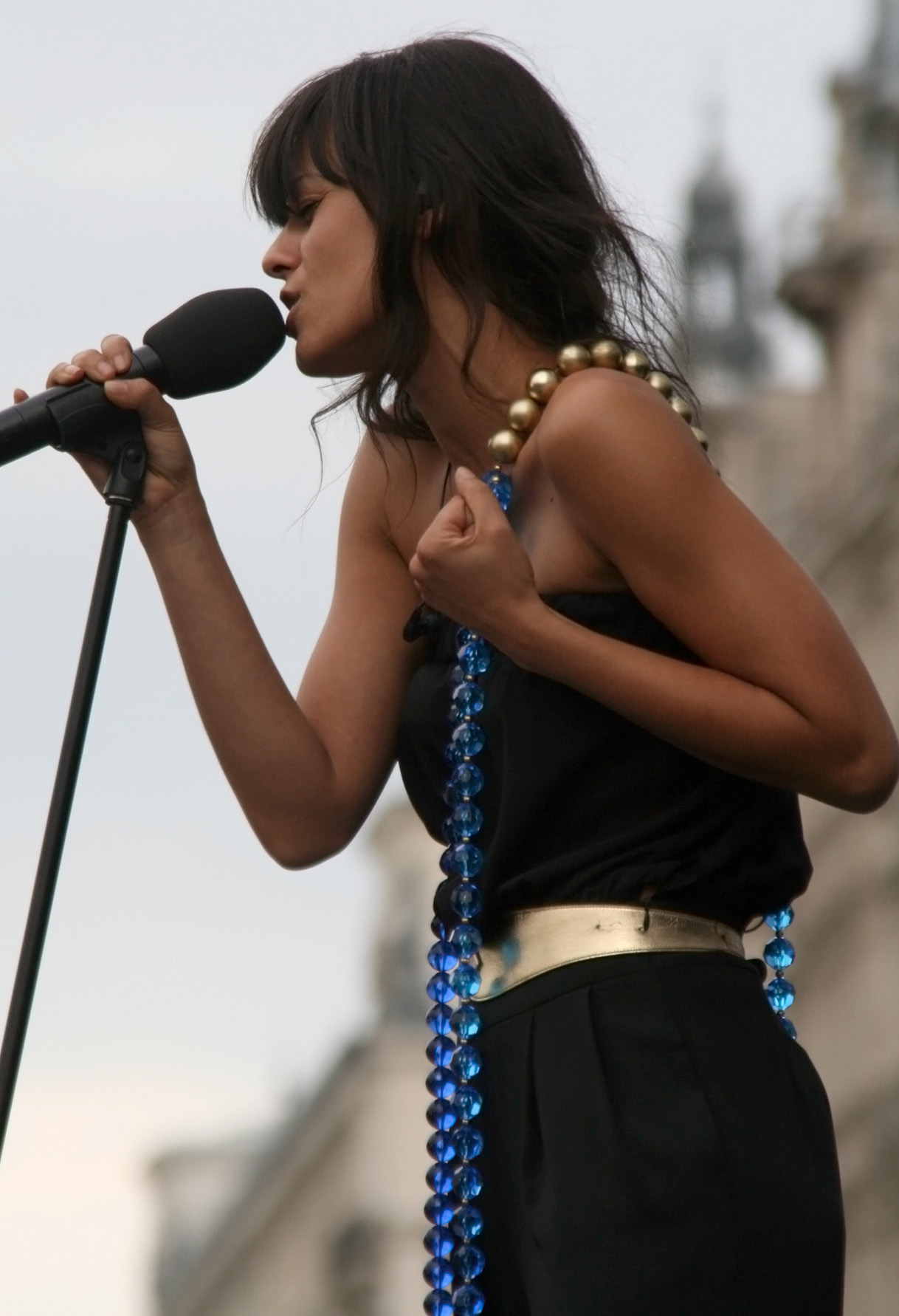
Madita (2008)

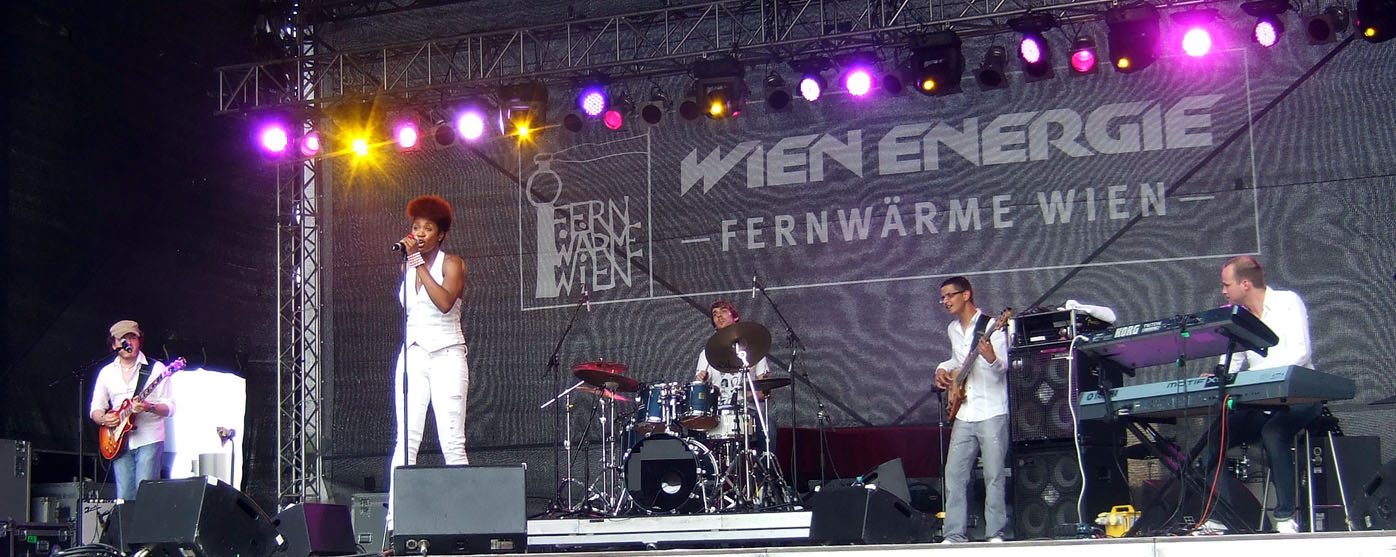
N’Dambi (2010)

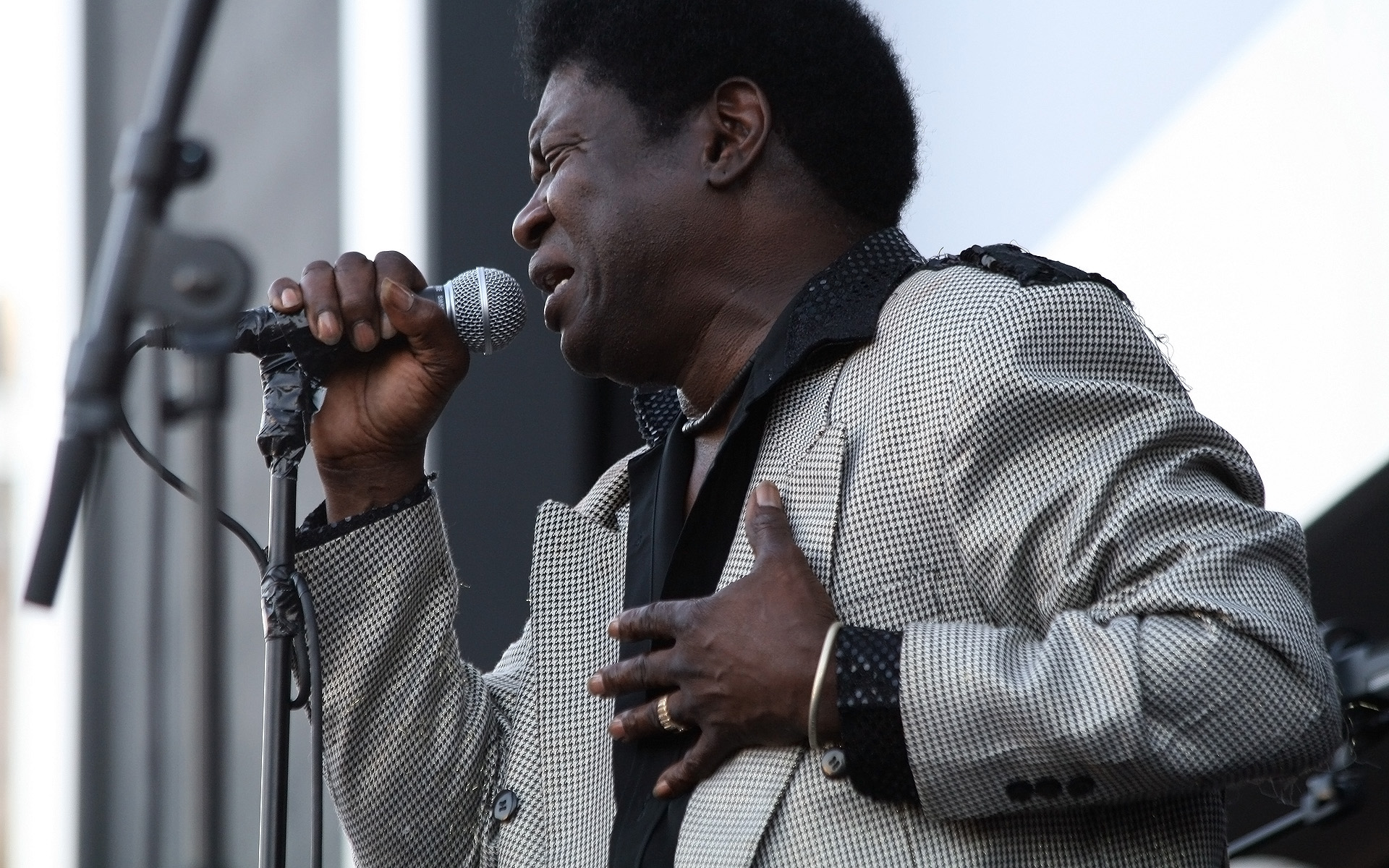
Charles Bradley (2011)

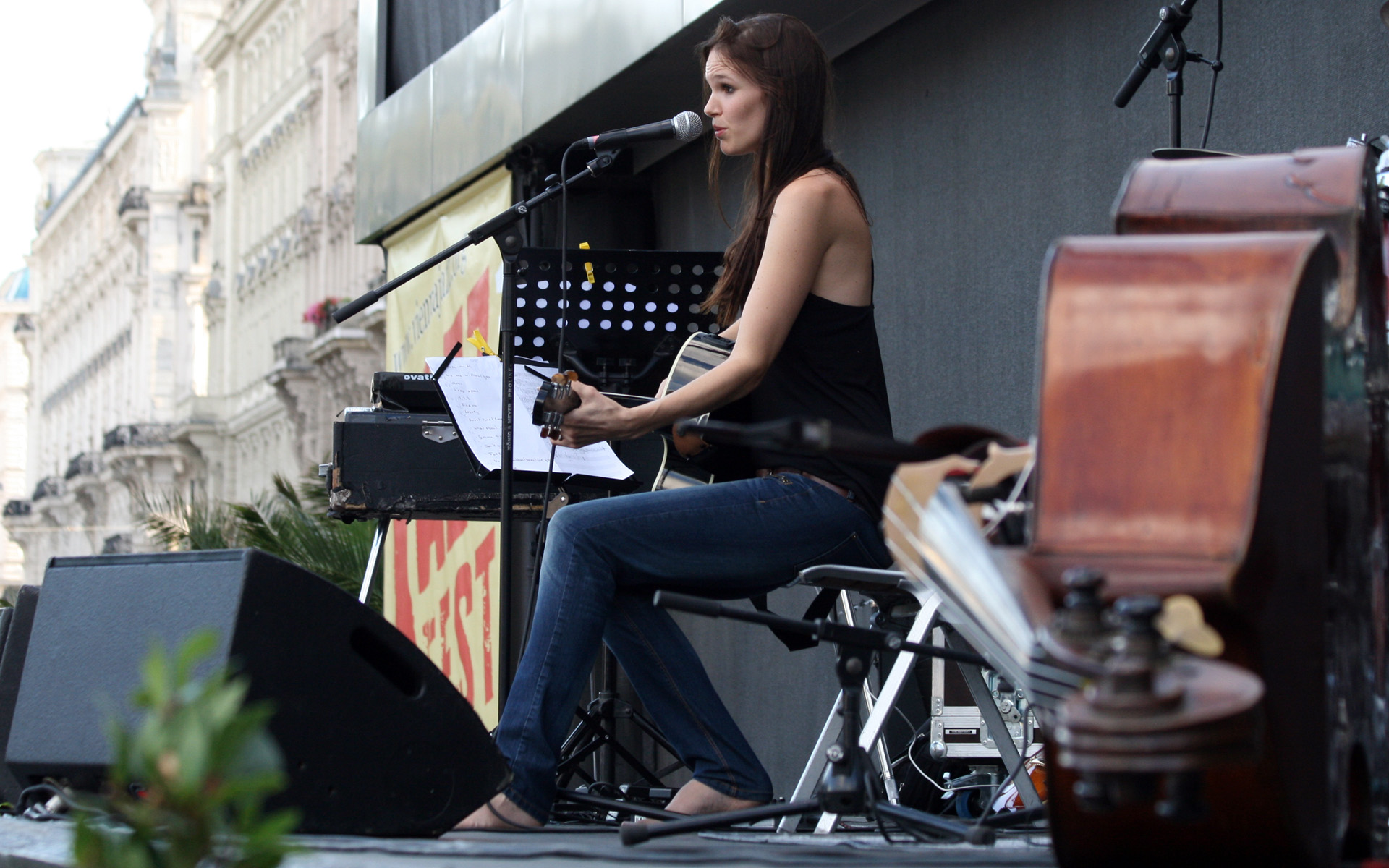
Soe Tolloy (2011)

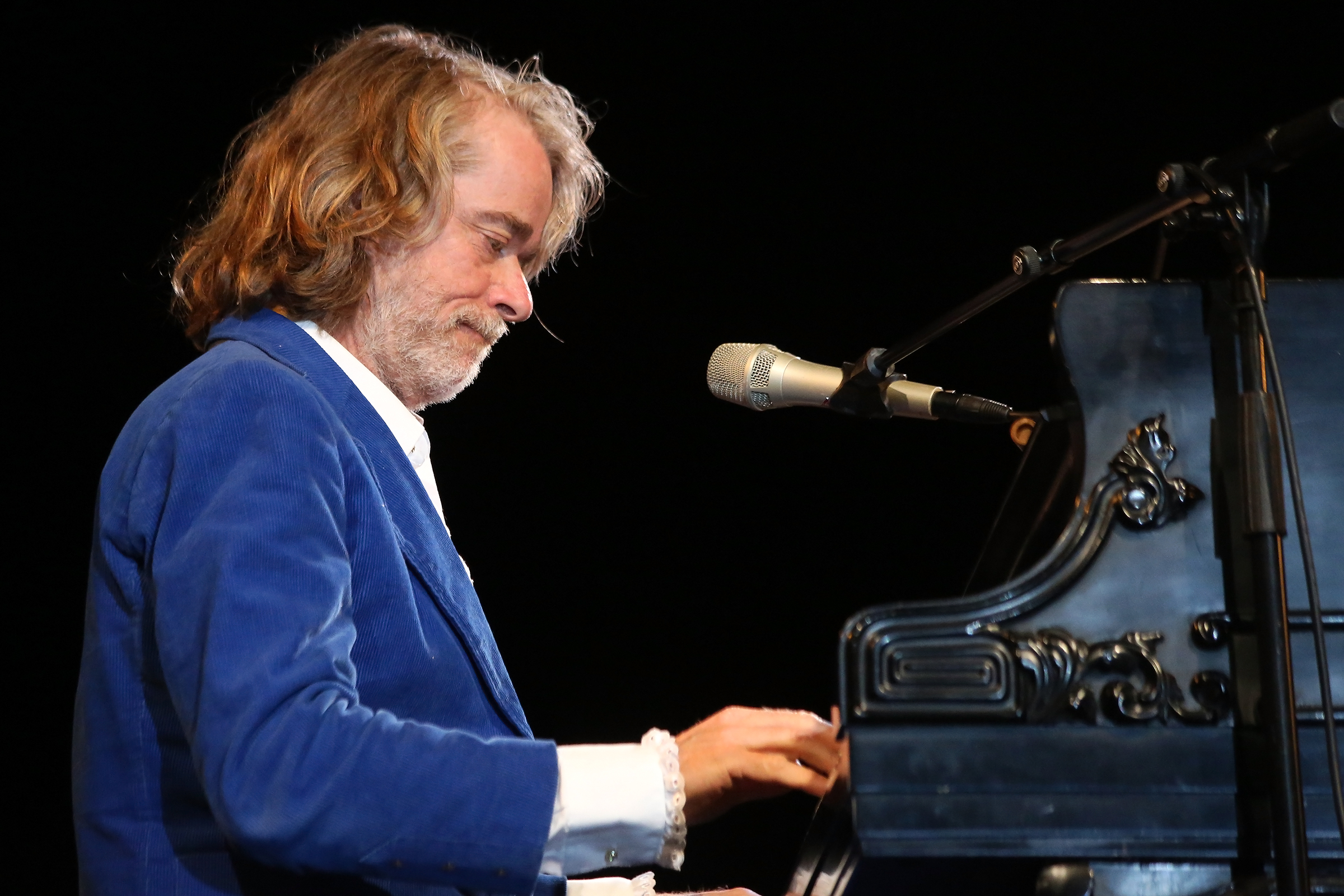
Helge Schneider (2013)

- 1. Jazz Fest Wien – 25. Juni bis 28. Juli 1991
teilnehmende Künstler (Auswahl): Miles Davis, Dizzy Gillespie, Pharoah Sanders, Gilberto Gil, The Zawinul Syndicate, Yellowjackets, James Brown, Miriam Makeba, Archie Shepp, John Zorn, Charlie Haden, Jan Garbarek, John Scofield, Pat Metheny, Manhattan Transfer, Wolfgang Muthspiel, Konstantin Wecker, Carlos Santana
- 2. Jazz Fest Wien – 2. bis 13. Juli 1992
teilnehmende Künstler (Auswahl): Jean-Paul Bourelly, Modern Jazz Quartet, Dirty Dozen Brass Band, Jack DeJohnette, Stéphane Grappelli, Wynton Marsalis, Roy Hargrove, McCoy Tyner, The Lounge Lizards, Paul Motian, Jimmy Smith, Dr. John, Maceo Parker, Willy DeVille, Tuck & Patti, Chuck Berry, Bobby McFerrin, Paolo Conte, Nigel Kennedy
- 3. Jazz Fest Wien – 1. bis 15. Juli 1993
teilnehmende Künstler (Auswahl): Ray Charles & The Raelettes, Al Jarreau, Dionne Warwick, Etta James, Bill Withers, Jon Hendricks, Kronos Quartet, Herbie Hancock, Randy Crawford, Laurie Anderson, Michel Petrucciani, Mike Mainieri, Archie Shepp and Jasper van’t Hof, Tânia Maria, Brecker Brothers, Carla Bley, Ray Brown, Hans Salomon, Little Milton, Charles Lloyd, Oscar Klein, Ahmad Jamal, Joris Dudli
- 4. Jazz Fest Wien – 1. bis 15. Juli 1994
teilnehmende Künstler (Auswahl): Oscar Peterson, Nina Simone, The Pointer Sisters, Jimmy Scott, Natalie Cole, B.B. King, Ornette Coleman, Joe Henderson, Joshua Redman, Max Roach, Oleta Adams, Meshell Ndegeocello, Al Green, Carleen Anderson, Aziza Mustafa Zadeh, Mari Boine
- 5. Jazz Fest Wien – 1. bis 12. Juli 1995
teilnehmende Künstler (Auswahl): Chick Corea, John McLaughlin, Milt Jackson, Jazzmatazz, Ry Cooder, Neneh Cherry, Ben Harper, Homesick James, David Honeyboy Edwards, Robert Cray, Heli Deinboek, Hans Dulfer, The Rounder Girls, Ann Peebles & Mavis Staples Group, Robben Ford, Jovanotti, George Clinton & Parliament, Bo Diddley, Incognito, Schönheitsfehler
- 6. Jazz Fest Wien – 28. Juni bis 13. Juli 1996
teilnehmende Künstler (Auswahl): Dave Brubeck, James Moody, Betty Carter, Wayne Shorter, Marla Glen, John Mayall, Manu Dibango, The Roots, Johnny Griffin, Paquito D’Rivera, Hans Theessink, Papa Wemba, Mojo Blues Band, Toni Stricker, Defunkt, Deborah Harry, Paco de Lucía, Al Di Meola
- 7. Jazz Fest Wien – 2. bis 13. Juli 1997
teilnehmende Künstler (Auswahl): Herbie Hancock/Michael Brecker/John Scofield, Dionne Warwick, John Cale, Kronos Quartet, David Byrne, Wolfgang Muthspiel, Dave Holland/Jack DeJohnette/Don Alias, Bobby McFerrin, Zap Mama, Clark Terry, Elvin Jones, Wynton Marsalis, David Murray, Sigi Finkel, Big Jay McNeely, Marcus Miller, Andy Bartosh
- 8. Jazz Fest Wien – 2. bis 10. Juli 1998
teilnehmende Künstler (Auswahl): Al Di Meola feat. Aziza Mustafa Zadeh, Dino Saluzzi, Gary Burton, George Benson, Terry Callier, Chick Corea, McCoy Tyner, Manhattan Transfer, Take 6, Oscar D’León, Jorge Ben Jor, Joe Zawinul, Herbie Hancock, Karl Ratzer, Carl Craig, Wolfgang & Christian Muthspiel
- 9. Jazz Fest Wien – 17. Juni bis 11. Juli 1999
teilnehmende Künstler (Auswahl): Ray Charles, Brad Mehldau, Al Jarreau, Abbey Lincoln, Wynton Marsalis, Sidsel Endresen & Bugge Wesseltoft, John McLaughlin, Remember Shakti, The Supremes, The Temptations, James Brown, Count Basic, Hot Pants Road Club, Waldeck, Fontella Bass, Christina Zurbrügg, Rubén González, R.E.M., Patti Smith
- 10. Jazz Fest Wien – 13. Juni bis 9. Juli 2000
teilnehmende Künstler (Auswahl): John Abercrombie, Joan Armatrading, Patricia Barber, George Benson, Věra Bílá, Ketil Bjørnstad, Michael Brecker, Georg Breinschmid, Regina Carter, Natalie Cole, Klaus Dickbauer, Benny Golson, Peter Green, Johnny Griffin, Briggan Krauss, Otto Lechner, Pat Metheny, Kurt Ostbahn, Fritz Pauer, Wolfgang Puschnig
- 11. Jazz Fest Wien – 19. Juni bis 8. Juli 2001
teilnehmende Künstler (Auswahl): Alegre Corrêa, David Byrne, Ron Carter, Billy Cobham, Holly Cole, Paco de Lucía, Teddy Ehrenreich, Viktor Gernot, Herbie Hancock, Franz Hautzinger, Greetje Kauffeld, Kollegium Kalksburg, Kool & The Gang, Paul Kuhn, Andy Manndorff, Marcus Miller, Tricky
- 12. Jazz Fest Wien – 24. Juni bis 7. Juli 2002
teilnehmende Künstler (Auswahl): Isaac Hayes, Eumir Deodato, Charles Lloyd, Wayne Shorter, Sofa Surfers, Seelenluft, Taj Mahal, Koop, Jazzanova, Tony Allen, Calexico, Hubert von Goisern, Chaka Khan, Bonnie Tyler, Dana Gillespie, Axel Zwingenberger
- 13. Jazz Fest Wien – 23. Juni bis 13. Juli 2003
teilnehmende Künstler (Auswahl): Shirley Horn, Take 6, Marcus Miller, João Gilberto, Mercedes Sosa, Bugge Wesseltoft, re:jazz, dZihan & Kamien, Mari Boine, Johnny Winter, Bob Geldof, Dorretta Carter, Žagar, Miriam Makeba, Vienna Art Orchestra, Elly Wright
- 14. Jazz Fest Wien – 28. Juni bis 14. Juli 2004
teilnehmende Künstler (Auswahl): Rebekka Bakken, Holly Cole, Erich Kleinschuster, Toni Stricker, Patti LaBelle, Steve Winwood, Bill Wyman, Barbara Hendricks, Bobby McFerrin, Lucio Dalla, Manfred Mann, Procol Harum, Angie Stone, Gilberto Gil, Till Brönner, Benny Golson, Martin Spitzer, Anna Maria Jopek
- 15. Jazz Fest Wien – 28. Juni bis 29. Juli 2005
teilnehmende Künstler (Auswahl): Terry Callier, Michel Legrand, Solomon Burke, Ravi Shankar, Elvis Costello, Joe Sample & Randy Crawford, Stacey Kent, Diana Ross, Lizz Wright, Willi Resetarits, Barclay James Harvest, Oskar Aichinger/Franz Koglmann, CocoRosie, Thievery Corporation, Vusi Mahlasela, Jamie Cullum, Amos Lee, Vienna Art Orchestra
- 16. Jazz Fest Wien – 29. Juni bis 16. Juli 2006
teilnehmende Künstler (Auswahl): Tok tok tok, Raul Midón, Ryuichi Sakamoto & Alva Noto, Chick Corea, Gotan Project, Sérgio Mendes, Herbie Hancock, Randy Newman, Percy Sledge, Neville Brothers, Candy Dulfer, Level 42, Herbert Joos, Madeleine Peyroux, Gianmaria Testa, Richard Galliano, Mina Agossi, Yaron Herman, Karolina Strassmayer, Maja Osojnik, Airto Moreira, Badi Assad, Dhafer Youssef
- 17. Jazz Fest Wien – 25. Juni bis 12. Juli 2007
teilnehmende Künstler (Auswahl): Juliette Gréco, Omara Portuondo, Brian Wilson, Paul Anka, George Benson/Al Jarreau, Dionne Warwick, Willy DeVille, Roger Chapman, Archie Shepp, Mina Agossi, Gato Barbieri, Bobby Hutcherson, David Murray, Vienna Teng, Sabina Hank, Wolfgang Reisinger, Sheila Jordan, Andy Manndorff, Monika Stadler, Taj Mahal, Dorretta Carter, Holly Cole, Simphiwe Dana, Malia
- 18. Jazz Fest Wien – 27. Juni bis 17. Juli 2008
teilnehmende Künstler (Auswahl): Bobby McFerrin mit Thomas Quasthoff und Gert Voss, Sinéad O’Connor, Helen Schneider, Abdullah Ibrahim, Caetano Veloso, Roberta Flack, Sérgio Mendes, Tower of Power, Lila Downs, Kari Bremnes, Café Drechsler, Curtis Stigers, Hans Salomon, Hazmat Modine, The Last Poets, Chico Freeman, Nicolas Simion, Madita, Melody Gardot, Stella Jones
- 19. Jazz Fest Wien – 29. Juni bis 9. Juli 2009
teilnehmende Künstler (Auswahl): Omara Portuondo, John Scofield, Marianne Faithfull, Wolfgang Muthspiel, Dusko Goykovich, Lionel Loueke, Willi Landl, Helge Schneider, Solomon Burke, Ruthie Foster, Harri Stojka, Chaka Khan & George Duke, Georg Breinschmid, Walter Trout, Madeleine Peyroux, Dan Levinson
- 20. Jazz Fest Wien – 30. Juni bis 9. Juli 2010
teilnehmende Künstler (Auswahl): Jamie Cullum, Benny Golson, Irmie Vesselsky, Paul Zauner, Alegre Corrêa, Max Nagl, James Carter, Gilles Peterson, Melody Gardot, Karl Ratzer, N’Dambi, Al Green, Jeff Beck, Imelda May, Nikki Yanofsky, Terry Callier
- 21. Jazz Fest Wien – 15. Juni bis 17. Juli 2011
teilnehmende Künstler (Auswahl): Cesária Évora, Marianne Faithfull, Ben Sidran, Saxofour, Marilyn Mazur, Richard Thompson, Sabina Hank, William Fitzsimmons, Al Di Meola, Earl Klugh, Terje Rypdal, Palle Mikkelborg, Pee Wee Ellis, Madeleine Peyroux, Chucho Valdés, Tia Fuller, Bettye LaVette, Mike Stern, Charles Bradley, Magnus Öström, Cyndi Lauper, Liza Minnelli
- 22. Jazz Fest Wien – 17. Juni bis 9. Juli 2012
teilnehmende Künstler (Auswahl): Harri Stojka, Georg Breinschmid, Tania Saedi, Till Brönner, Benjamin Koppel, Count Basic, Bobby McFerrin, Scott Hamilton, Richard Bona, Herbie Hancock, Özlem Bulut, John Scofield, Silje Nergaard, Keith Jarrett, Mother’s Finest feat, Lonnie Liston Smith, Ambrose Akinmusire
- 23. Jazz Fest Wien – 17. Juni bis 10. Juli 2013
teilnehmende Künstler (Auswahl): Bryan Ferry, Bonnie Raitt, Charles Bradley, Bobby Womack, Rebekka Bakken, George Benson, Randy Crawford & Joe Sample, China Moses, Marlon Roudette, Trilok Gurtu, Victor Wooten, Eliane Elias, Tomasz Stańko, Lou Donaldson, Harri Stojka, Bobby McFerrin, Paolo Conte, Helge Schneider, Eric Burdon
- 26. Jazz Fest Wien – 28. Juni bis 11. Juli 2016
teilnehmende Künstler (Auswahl): Empirical, Scott Hamilton & Dan Barrett, Sabine Steger, Gogo Penguin, Kamasi Washington, Kathi Kallauch, Ludovico Einaudi, Beth Hart, Jamie Cullum, Cyndi Lauper, Burt Bacharach, Keith Jarrett, Joey Alexander, George Clinton, Kamasi Washington
- 28. Jazz Fest Wien – 15. Juni bis 10. Juli 2018
teilnehmende Künstler (Auswahl): Norbert Schneider, Thomas Quasthoff, Till Brönner & Dieter Ilg, Melody Gardot, Kris Kristofferson, Caro Emerald, Die Mayerin, Ina Regen, CeeLo Green[3]
- 2020, 2021 und 2022: Absage aufgrund der COVID-19-Pandemie[1][2]